# Integra Energía
Integración Europea de Energía, cuya marca comercial es Integra, es una Sociedad Anónima Unipersonal cuyo accionista único es Innovación Asturiana de Telecomunicaciones. Se trata de una empresa  comercializadora de energía eléctrica, creada en 2013, que opera en España reconocida por el Ministerio de Industria, Energía y Turismo e inscrita en el registro administrativo de distribuidores, comercializadores y consumidores cualificados de la Comisión Nacional de la Energía con el número de identificación R2-469.